# Dinematomonas griseola
Dinematomonas griseola is een soort in de taxonomische indeling van de Euglenozoa. Deze micro-organismen zijn eencellig en meestal rond de 15-40 mm groot. Het organisme komt uit het geslacht Dinematomonas en behoort tot de familie Peranemaceae. Dinematomonas griseola werd in 1960 ontdekt door Perty Silva.